# Latrodectus pallidus
Latrodectus pallidus, biała wdowa – gatunek pająka z rodziny omatnikowatych, często spotykany na terenach Północnej Afryki, Bliskiego Wschodu oraz centralnej Azji. Jest to gatunek z rodzaju Latrodectus, do którego zaliczane są również usiane złą sławą L. mactans oraz L. tredecimguttatus – pająki z tego rodzaju potocznie określa się jako „czarne wdowy”. Jednakże z powodu koloru, L. pallidus w przeciwieństwie do nich nazywany jest „białą wdową”.
Jest często spotykany na terenach stepowych Rosji, Kazachstanu i innych państwach południowo-zachodniej Azji, jak również na terenach pustynnych środkowo-wschodniej Azji. Występuje także na terenach pustynnych Północnej Ameryki. Porównując jednak do innych pająków z rodzaju Latrodectus, L. pallidus jest od nich rzadziej spotykany.

## Opis
W przeciwieństwie do innych pająków z rodzaju Latrodectus, których ubarwienie jest zazwyczaj czarne lub ciemnobrązowe, Latrodectus pallidus charakteryzuje się jasnym ubarwieniem – charakterystyczny biały odwłok oraz ciemniejsze od niego odnóża. Jest on także całkowicie pozbawiony czerwonych wzorków, pojawiających się dość często u innych przedstawicieli owego rodzaju, np. L. mactans, L. tredecimguttatus czy L. hasseltii. Poza kolorem, sylwetka oraz zachowanie pająka są bardzo podobne do wcześniej wspomnianych pająków.
Wielkość ciała samic białej wdowy wynosi ok. 11–13 mm, samców – zaledwie 3,4–4,5 mm.
Jeżeli samiec Latrodectus pallidus po kopulacji zbyt długo zwleka z odstąpieniem od samicy, może zostać przez nią pożarty. Większość żyje 1–2 lata. Jest gatunkiem występującym licznie i nie wymaga ochrony.
Swoje ofiary, np. owady, łapią w sieci zbudowane z poziomej platformy o średnicy ok. 5–6 cm, z której wyprowadzonych jest ok. 15–20 (lub więcej) pionowych nici sięgających gruntu. Platforma połączona jest dodatkowymi nićmi tworzącymi pomost prowadzący do kryjówki o bardzo rozbudowanej strukturze i umiejscowionej 30–60 cm nad gruntem. L. pallidus spędzają dzień w kryjówce, a w nocy znajdują się na pajęczynie łownej.

## Jad
Jako przedstawiciel rodzaju Latrodectus, biała wdowa również dysponuje dość silnym jadem, który może być niebezpieczny dla człowieka. Choć jego jad dla organizmu ludzkiego nie jest tak groźny jak jad L.mactans, jak wynika z badań, w skrajnym przypadku byłby w stanie spowodować śmierć dziecka.
Z badań toksykologii wynika, że jego jad porównywalny jest do jadu karakurta, jednakże Egyptian Society of Natural Toxins opisało gatunek L. pallidus jako „średnio-jadowity”, natomiast karakurta – jako jednego z najsilniej jadowitych pająków Europy.